# God Bless Our Homeland Ghana

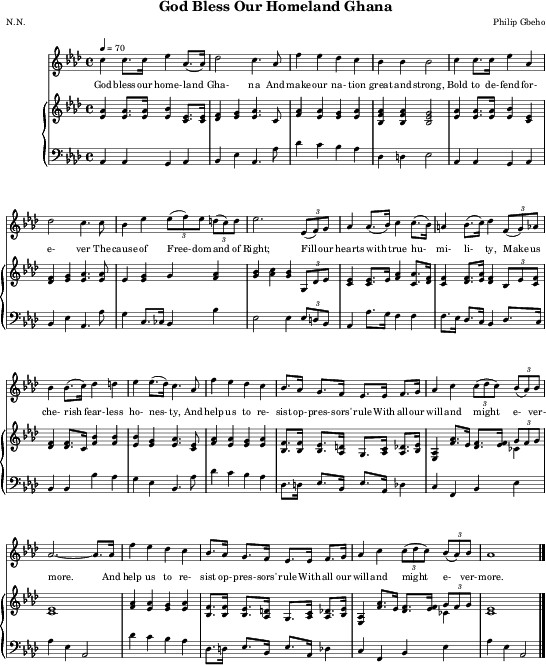
Bladmuziek

God Bless Our Homeland Ghana is het Ghanese volkslied sinds de onafhankelijkheid in 1957. Het lied werd geschreven door Philip Ghebo. Na de staatsgreep van 1966 werd de tekst aangepast.

## Tekst
God bless our homeland Ghana,

And make our nation great and strong,

Bold to defend forever

The cause of Freedom and of Right.

Fill our hearts with true humility

Make us cherish fearless honesty,

And help us to resist oppressors' rule

With all our will and might evermore.

Hail to thy name, O Ghana

To thee we make our solemn vow;

Steadfast to build together

A nation strong in Unity;

With our gifts of mind and strength of arm,

Whether night or day, in the midst of storm,

In every need whate'er the call may be,

To serve thee, Ghana, now and evermore.

Raise high the flag of Ghana,

And one with Africa advance;

Black star of hope and honor,

To all who thirst for liberty;

Where the banner of Ghana free flies,

May the way to freedom truly lie

Arise, arise, O sons of Ghanaland,

And under God march on forevermore.

## Nederlandse vertaling
God zegene ons vaderland Ghana,

En maak ons land groot en sterk,

en moedig om voor altijd

(de zaak van) vrijheid en recht te verdedigen.

Vul onze harten met echte nederigheid

Laat ons onverschrokken eerlijkheid koesteren,

En help ons weerstand te bieden aan de onderdrukkers

Eeuwig met al onze wil en kracht.

Wees gegroet, Op je naam, O! Ghana

Aan u doen wij onze plechtige gelofte;

Vastbesloten om samen 

Een natie die sterk is in eenheid te bouwen;

Met onze gaven van geest en kracht van arm,

Of het nu nacht is of dag, midden in de storm,

Aan iedere behoefte, wat de roep moge zijn,

Om u te dienen, Ghana, nu en altijd.

Hef de vlag van Ghana hoog,

En één met Afrika vooruit;

Zwarte ster van hoop en eer,

Aan allen die verlangen naar vrijheid;

Waar de vlag van Ghana vrij vliegt,

Moge de weg naar de vrijheid echt liggen

Sta op, sta op, O zonen van Ghanaland,

En loop onder God voor altijd voort.
Onafhankelijke staten: Algerije · Angola · Benin · Botswana · Burkina Faso · Burundi · Centraal-Afrikaanse Republiek · Comoren · Congo-Brazzaville · Congo-Kinshasa · Djibouti · Egypte · Equatoriaal-Guinea · Eritrea · Ethiopië · Gabon · Gambia · Ghana · Guinee · Guinee-Bissau · Ivoorkust · Kaapverdië · Kameroen · Kenia · Lesotho · Liberia · Libië · Madagaskar · Malawi · Mali · Marokko · Mauritanië · Mauritius · Marokko · Mozambique · Namibië · Niger · Nigeria · Oeganda · Rwanda · Sao Tomé en Principe · Senegal · Seychellen · Sierra Leone · Somalië · Soedan · Swaziland · Tanzania · Tsjaad · Togo · Tunesië · Zambia · Zimbabwe · Zuid-Afrika · Zuid-Soedan
Niet algemeen erkende landen: Somaliland · Westelijke Sahara
Afhankelijke gebieden: Mayotte · Réunion (onofficieel) · Saint Helena, Ascension and Tristan da Cunha (onofficieel)